# Dudzelebrug
De Dudzelebrug of (officieel) Zelzatebrug is een dubbele brug over het Leopoldkanaal en het Schipdonkkanaal in Dudzele, een deelgemeente van de Belgische stad Brugge.
De huidige bruggen werden gebouwd in 1953 en bestaan uit telkens één overspanning van 30,7 m over elk kanaal. De breedte bedraagt 15,32 m. De Dudzelebrug maakt deel uit van de N376, die Sluis met Brugge verbindt, en is een belangrijke toegangsweg naar de haven van Brugge-Zeebrugge, voor verkeer komende van de E34/N49 (Expresweg) vanuit Zelzate en Antwerpen.
Van 2014-2017 werd de A11 aangelegd, een autosnelweg die de E34/N49 en de haven van Zeebrugge met elkaar verbindt en daarmee de N376 (die momenteel deze functie heeft) en dus ook de Dudzelebrug in grote mate ontlast.

## Naamsverwarring
De officiële en oudste naam van de brug luidt Zelzatebrug en is afgeleid van Zelzatekanaal, de oorspronkelijke naam van het Leopoldkanaal. De vroegste vermelding van de Zelzatebrug dateert uit november 1855.  Deze naam kan tot verwarring leiden met de gelijknamige brug in de R4 over het Kanaal Gent-Terneuzen in Zelzate.
De naam Dudzelebrug of Dudzeelse Brug wordt ook gebruikt voor de Herdersbrug in de N348 over het Boudewijnkanaal, eveneens in Dudzele.
Augustijnenbrug · brug A. J. Witteryckstraat · Bargebrug (IJsputbrug) · Begijnhofbrug (Wijngaardbrug) · Blinde-Ezelbrug · Boeveriepoortbrug · Bonifaciusbrug · Boudewijnbrug · Boudewijnsluisbrug · Buiten-Kruisvestbrug · Canadabrug · Carmersbrug · Colettijnebrug · Conzettbrug · Coupurebrug (Scharebrug) · Dambrug · Dampoortbruggen · brug Dampoortstraat & fietsbrug Dampoortstraat · Dudzelebrug · Dudzele Spoorbrug · Duinenbrug · Ezelbrug · Ezelpoortbrug · Fonteinbrug · Gentpoortbrug · Gouden-Handbrug · Groeningebrug · Gruuthusebrug · Gulden-Vliesbrug · Herdersbrug · Houtkaaibrug · Johannes Nepomucenusbrug · Jonckheerefietsbrug · Kapucijnenbrug · Karel van Manderbrug · Katelijnebrug · Katelijnepoortbrug · Ketsbruggebrug · Kleine Boudewijnbrug · Koningsbrug · Krakelebrug · Kruispoortbruggen · Leeuwbrug · Leonardsstuwbrug · Mariabrug · Meebrug · Minnewaterbrug · Minnewaterparkbrug · Molenbrug · Brug van Mylle · brug Odegemstraat · Oostmeersbrug · brug Oude Kortrijkstraat · Passantenfietsbrug · Peerdenbrug · Pharebrug · Pierre Vandammebrug 1 · Pierre Vandammebrug 2 · Pierre Vandammebrug 3 · Pierre Vandammebrug 4 · Predikherenbrug · Roskambrug · Sashuisbrug · Scheepsdalebrug · Sint-Annabrug · Sleutelbrug · Smedenpoortbrug · Snaggaardbrug · Steenbruggebrug · Straussbrug · Strobrug · Torenbrug · voetgangers- en fietsbrug Vaartdijkstraat-Lappersfortstraat · Van Bellenbrug · Visartbrug · Vlamingbrug · Waggelwaterbrug · Waggelwaterspoorbrug (nieuwe) · Waggelwaterspoorbrug (oude) · Walbrug · Warandebrug · Westmeersbrug · Wijngaardpleinbrug · Wulpenbrug · Zwankendammebrug